# Paul Leyden
Paul Leyden (ur. 16 grudnia 1972 w Melbourne) – australijski aktor telewizyjny i scenarzysta.
Jest jednym z pięciorga dzieci Johna i Ros Leyden. Po ukończeniu liceum, uczęszczał do Monash University i National Institute of Dramatic Arts (NIDA), w 1998 roku odebrał dyplom na kierunku ekonomii i sztuki dramatycznej. Wystąpił w serialach: Hallmark Ucieczka w kosmos (Farscape, 1999), Sci Fi Channel Władca zwierząt (BeastMaster, 2000) z tytułową rolą Daniela Goddarda i Zatoka serc (Home and Away). Jego rola Simona Frasiera w operze mydlanej CBS As the World Turns (2002–2007) była dwukrotnie nominowana do nagrody Daytime Emmy. W serialu Port lotniczy LAX (LAX, 2004–2005) pojawił się jako Tony Magulia .
Jego pasją stało się nurkowanie, gra na saksofonie i gitarze.
Pod koniec września 2007 roku poślubił Estelle Andrewartha. Zamieszkali razem w Los Angeles.

## Filmografia

### Seriale TV
- 2008: Canal Road jako Spencer McKay
- 2005: Zaklinacz dusz (Ghost Whisperer) jako Anthony deAngelo
- 2004–2005: Port lotniczy LAX (LAX) jako Tony Magulia
- 2003: Prawo i bezprawie (Law & Order: Special Victims Unit) jako Perry Williams
- 2003: Obława (Dragnet) jako detektyw Langler
- 2002–2007: As the World Turns jako Simon Frasier
- 2000: Władca zwierząt (BeastMaster) jako Chiron
- 1999: Ucieczka w kosmos (Farscape) jako kapitan Larraq
- 1999: Tribe jako Andrew Jenkins